# Szczekarków (przystanek kolejowy)
Szczekarków – dawny kolejowy przystanek osobowy w Lubartowie, w powiecie lubartowskim, w województwie lubelskim. Został otwarty w 1941 r. pod nazwą Wiepo i funkcjonował do 1944. Ponownie uruchomiono go w 1946, już z nazwą Szczekarków. W 1981 zlikwidowano kasę biletową.
Został zamknięty 2 kwietnia 2000, razem z całą linią kolejową nr 30. Po przywróceniu ruchu na odcinku Lubartów–Parczew 30 września 2013 roku, przystanku nie uruchomiono ponownie.